# Кларе, Иоганн Кристоф
Иоганн Кристоф Кларе (нем. Johann Christoph Clare; умер в 1743) — эстляндский пастор. Служил в Отепя. Составил грамматику дерптско-эстонского диалекта, вошедшую в «Esthnische Sprachlehre» А. В. Хупеля (1780), и «Прибавление к дерптско-эстонской Псалтыри» (нем. «Anhang des dorp.-ehstnisch. Gesangbuches»; 1729).